# Cugoł (rejon mogojtujski)
Cugoł (ros. Цугол) – wieś w Rosji, w Kraju Zabajkalskim, w Agińskim Okręgu Buriackim, w rejonie mogojtujskim. W 2021 liczyła 680 mieszkańców.